# もう一度キスしたかった
「もう一度キスしたかった」（もういちどキスしたかった）は、日本の音楽ユニット、B'zの楽曲である。作詞は稲葉浩志、作曲は松本孝弘が手がけ、編曲は松本孝弘と明石昌夫の共作。
曲の初出は、1991年11月27日にリリースされたB'zの5thアルバム『IN THE LIFE』であり、ベスト・アルバム『B'z The Best "Treasure"』（ファン投票で4位）、ベスト・アルバム『B'z The Best "ULTRA Treasure"』（ファン投票で13位）、バラード・ベスト・アルバム『The Ballads 〜Love & B'z〜』にも収録されている。

## 楽曲解説

### 歌詞
とある男女の夏の出会いから冬の別れまでが描かれており、曲が進むごとに季節が変わっていき、二人の関係も変化していくという内容になっている。
稲葉は、作曲した松本に「単純なメロディーの繰り返しなので、歌詞に展開がないと間延びするかもしれない」と言われ、このストーリー性のある歌詞に仕上げた。

### メロディ・アレンジ
イントロはサビのメロディで始まる。キーボード演奏で始まりギターなどのバンド演奏が加わる。Aメロは穏やかなメロディだが、Bメロではギター演奏などが徐々に力強くなり、サビでヴィブラートを多用したソロが入り、エンディングはアコースティック・ギターの音色で終わる。
ライブで演奏される際、エンディングパートで「恋はみずいろ」のワンフレーズをギターで奏でることもある。

## 参加ミュージシャン
- 松本孝弘:ギター
- 稲葉浩志:ボーカル
- 明石昌夫:マニピュレーター
- 田中一光:ドラム
- 小野塚晃:キーボード

## 演奏披露

### テレビ番組
テレビ番組での演奏は、以下の1回のみである。
- 2002年 - 『ミュージックステーションスーパーライブ』（テレビ朝日系列）
「熱き鼓動の果て」と共に演奏された[8]。

### ライブ
これまでにLIVE-GYMで演奏されたのは以下の通り。
- B'z LIVE-GYM '91〜'92 "IN THE LIFE"
- B'z LIVE-GYM Pleasure '92 "TIME"
- B'z LIVE-GYM '93 "RUN"（アリーナ公演、「ALONE」と日替わり）
- B'z LIVE-GYM Pleasure '95 "BUZZ!!"
- B'z LIVE-GYM Pleasure 2000 "juice"
- B'z LIVE-GYM Pleasure 2008 -GLORY DAYS-
- B'z LIVE-GYM 2012 -Into Free-（EXTRA公演含む）
- B'z LIVE-GYM Pleasure 2013 -ENDLESS SUMMER-（ドーム公演、「TIME」「さよならなんかは言わせない」と日替わり）
- B'z LIVE-GYM Pleasure 2018 -HINOTORI-（「月光」と日替わり）
- B'z LIVE-GYM Pleasure 2023 -STARS-（「GUITAR KIDS RHAPSODY」「今夜月の見える丘に」と日替わり）

## 映像作品収録
映像作品では、以下の作品に収録されている。
- DVD版『"BUZZ!!" THE MOVIE』
- ベスト・アルバム『B'z The Best "ULTRA Pleasure"』付属DVD（LIVE-GYM '93 "RUN"- 国立代々木競技場 第一体育館 / 1993年6月17日公演）
- DVD/Blu-ray『B'z LIVE-GYM Pleasure 2008 -GLORY DAYS-』（LIVE-GYM Pleasure 2008 "GLORY DAYS" - 日産スタジアム / 2008年9月21日公演）
- 19thアルバム『EPIC DAY』付属DVD（LIVE-GYM 2012 -Into Free- EXTRA - 大阪城ホール / 2012年10月25日公演）
- DVD/Blu-ray『B'z LIVE-GYM Pleasure 2018 -HINOTORI-』（LIVE-GYM Pleasure 2018 -HINOTORI- - 愛媛県武道館 / 2018年8月11日公演）
- DVD/Blu-ray『B'z LIVE-GYM Pleasure 2023 -STARS-』

## 備考
- 松本はこの曲をシングル化したかったが、先にタイアップの決まっていた「ALONE」のシングル化を優先し断念した[9]。
- GARNET CROWが2009年に開催したファンクラブイベント『GARNET CROW filmscope 2009 〜サン9フェスタだ、全員集合!〜』にてカバーされた。
- 1995年に発売された『B'z TV STYLE II Songless Version』に、TV STYLE（いわゆるオフボーカル音源）で収録されている。アウトロには観客の声が入っている。
- 2013年3月に台湾の歌手、蕭玉芬が楽曲「紙風箏」を公開した際に、ネット上で本作と酷似していることが指摘された[10]。